# Limitador

Diversas formas de ondas.

Un limitador o recortador es un circuito que, mediante el uso de resistencias y diodos, permite eliminar tensiones que no nos interesen para que no lleguen a un determinado punto de un circuito. Mediante un limitador podemos conseguir que a un determinado circuito le lleguen únicamente tensiones positivas o solamente negativas, no obstante esto también puede hacerse con un solo diodo formando un rectificador de media onda, de forma que nos vamos a centrar en un tipo de limitador que no permite que a un circuito lleguen tensiones que podrían ser perjudiciales para el mismo.

## Recortador sin polarizar
Imaginemos que en un caso como en el de la figura, no nos interesa que al circuito que estamos protegiendo (en este caso el elemento que vamos a proteger es la resistencia de carga RL) le lleguen tensiones superiores a 0.7 V, tanto positivos como negativos. Montando los dos diodos y la resistencia limitadora como se ve en la figura, nosotros conseguimos que cualquier tensión que exceda de 0.7 V o disminuya de -0.7 V, se vea recortada por los diodos. Estos 0.7 V de los que hablamos son la barrera de potencial del diodo. Hay que tener en cuenta que la resistencia limitadora (Rlim) es mucho menor que la resistencia de carga (RL), de este modo la tensión que cae en la resistencia limitadora es prácticamente nula y podemos despreciarla.
Aunque la resistencia limitadora pueda parecer innecesaria, es importante entender que en realidad es parte imprescindible del limitador, ya que si no estuviera conectada, al polarizarse uno de los diodos directamente (los dos diodos no pueden estar polarizados directamente al mismo tiempo), este comenzaría a conducir la corriente eléctrica sin control y se destruiría. Como su propio nombre indica, la resistencia limitadora tiene como función limitar la corriente que atraviesa los diodos.
De este modo, si la tensión de entrada supera por cualquier motivo los 0.7 V el diodo D1 quedará polarizado directamente y recortará el exceso de tensión. De igual forma, cuando la tensión de entrada disminuya de -0.7 V, el diodo D2 quedará polarizado directamente y recortará el exceso de tensión que podría dañar nuestra carga.

## Recortador polarizado
Muchas veces no nos interesa que los diodos limiten las tensiones de entrada a los 0.7 V o a los -0.7 V. Por ejemplo, puede que lo que estemos buscando es que a la entrada no le lleguen tensiones superiores a los 10 V o inferiores a los -10 V (estas tensiones son aleatorias, nosotros elegimos las que más nos interesen), en ese caso no podemos usar el circuito antes mencionado, ahora necesitamos un limitador polarizado. La única diferencia respecto al anterior limitador es que en este caso vamos a polarizar los diodos con baterías, a fin de que sea necesaria una tensión de entrada mayor que 0.7 V para que los diodos se polaricen directamente.
Si lo que buscamos es que la tensión en la carga no sea mayor de 10 V ni inferior de -10 V, montaremos el siguiente circuito.
Veamos cómo funciona el circuito:
- Cuando la tensión de entrada se mantiene dentro de sus límites normales, esto es, entre 10 V y -10 V, ninguno de los diodos hace nada.
- En el momento en que la tensión es superior a los 10.7 V (los 10 V de la batería más los 0.7 V de la barrera de potencial del diodo), el diodo D1 queda polarizado directamente y empieza a conducir, de esta forma no permite que la tensión en la carga aumente.
- Si la tensión de entrada disminuye de los -10.7 V, en este caso es el diodo D2 el que se polariza directamente y comienza a conducir, no permitiendo que la tensión en la carga disminuya hasta niveles peligrosos.

Hay que destacar que en lugar de baterías, también podrían conectarse diodos zener polarizados inversamente cuya tensión Zener fuera igual a la de las baterías que necesitamos colocar. Además las dos baterías o diodos zener no tienen por qué tener el mismo potencial, todo depende de qué niveles de tensión queramos proteger el circuito.
Es muy importante tener en cuenta que, en este último caso, en el que queremos recortar de forma diferente el semiciclo positivo y el negativo, se debe tener la precaución de que la segunda fuente sea mayor que la primera. No puede ser la primera mayor que la segunda, pues, llegado el caso en el que ambos diodos se cierren, cosa que puede ocurrir si (Vi-I.Rlim)>E1 (y por ende si E1>E2, (Vi-I.Rlim)>E2), con lo que ambos diodos están en polarización directa, o cortocircuitados, y la E1 intentará llevar a E2 al potencial que ella posee, con lo que se destruirá la batería.

## Formas de onda
Ahora estudiaremos más a fondo qué es lo que hace el limitador estudiando las distintas formas de onda de la tensión en la entrada y en la carga, en el caso concreto en el que nuestra carga no soporta tensiones mayores de 10 V o menores de -10 V.
Imaginemos que alimentamos el circuito con una tensión de entrada Vi senoidal de 30 V eficaces, en el dibujo es la línea sinusoidal de color verde. Esta tensión de entrada tiene picos cuyo valor alcanza los 42 y -42 V respectivamente. El caso es que si estos valores de tensión llegaran a la carga esta quedaría dañada o se destruiría.
Para evitar que esto ocurra, conectamos la resistencia limitadora, los diodos y las baterías o diodos zener, como hemos visto antes.
- Estudiemos cuando comienza a conducir el diodo D1:

La batería que está conectada al diodo D1 polariza su cátodo a 10 V, considerando el diodo ideal, comenzará a conducir cuando la tensión en su ánodo sea mayor que en su cátodo, esto ocurre sólo cuando la tensión de entrada es superior a 10 V. 
Cuando Vi supera los 10 V, se convierte en una tensión peligrosa para la carga RL, no obstante en ese mismo momento la tensión en el ánodo del diodo D1 comienza a ser superior que la tensión en su cátodo, con lo que el diodo D1 queda polarizado directamente y comienza a conducir la corriente eléctrica, a partir de este momento la tensión sobrante de la tensión de entrada Vi se ve recortada y no puede llegar a la carga tal y como se ve en la figura de la derecha.
- Estudiemos cuando comienza a conducir el diodo D2:

Este caso es igual al anterior. La batería polariza el ánodo de D2 a -10 V. Cuando la tensión de entrada Vi es más baja de lo que la carga puede soportar (en nuestro caso menor que -10 V), el cátodo del diodo D2 queda a un potencial menor que -10 V, con lo que el diodo se polariza directamente y recorta en este caso, las tensiones negativas de entrada que podrían resultar perjudiciales para la carga, tal y como se aprecia en la gráfica.